# Guillaume Barazzone
Guillaume Barazzone (Ginevra, 13 gennaio 1982) è un politico e avvocato svizzero membro del Partito Popolare Democratico (PPD), dal 1º giugno 2016 sindaco di Ginevra.
È stato eletto al Consiglio amministrativo della città di Ginevra nel 2012 ed è membro del Consiglio nazionale da dicembre 2013.

## Biografia
Guillaume Barazzone, con doppia nazionalità italo-svizzera, nasce ed effettua i suoi studi a Ginevra. In seguito studia all'Università di Ginevra dove si laurea in giurisprudenza nel 2005 con un anno di scambio presso l'Università di Zurigo.
Ha ottenuto un master in legge (L.L.M.) presso la Columbia Law School di New York dove si è laureato nel 2011 e ha anche studiato presso la School of International and Public Affairs (SIPA) dell'Università Columbia.
Nel 2008 ottiene la sua abilitazione di avvocato ed è ammesso al foro di Ginevra. Esercita questa professione fino al 2012, presso gli studi legali Lenz & Staehlin (2008-2010) e Schellenberg Wittmer (2011-2012).
Nel 2012, è selezionato presso il Forum dei 100, o Forum delle 100 personalità che formano la Svizzera romanda.

## Percorso politico

### Città di Ginevra
Il 4 novembre 2012, mettendo fine a 20 anni di assenza del PPD all'interno del governo municipale di Ginevra, è eletto presso il Consiglio amministrativo della città di Ginevra (governo municipale) dove presiede il Dipartimento dell'ambiente urbano e della sicurezza (DEUS).
Il Bilancio 2012-2015 della sua legislatura presentato a gennaio 2015 « fa parlare di sé » a Ginevra, per la qualità dei suoi risultati e la sua presentazione originale.
Nel 2005, è eletto presso il Gran Consiglio del cantone di Ginevra, ed è rieletto nel 2009 per un totale di 7 anni di legislatura. In qualità di deputato fece parte soprattutto delle tre seguenti commissioni: "Fiscale", "Legislativa" e "Controllo della gestione".
Guillaume Barazzone è iscritto al Partito Popolare Democratico (PPD) dall'età di 18 anni e si impegna politicamente assumendo la presidenza dei giovani PDC di Ginevra. Inizia la sua carriera presso il Consiglio municipale della città di Ginevra di cui fa parte dal 2003 al 2006, soprattutto all'interno della commissione delle arti e della cultura.

### Consiglio nazionale
E eletto presso il Consiglio nazionale svizzero il 9 dicembre 2013, dove fa parte della commissione degli affari giuridici. Candidato nel 2011 a questa elezione, si colloca al secondo posto della lista del PPD a Ginevra.
Nell'ambito del suo mandato presso il Consiglio Nazionale, Guillaume Barazzone ha portato avanti numerosi interventi e ha depositato numerose mozioni. La mozione destinata a indennizzare le vittime dell'amianto è stata accolta positivamente a livello nazionale.
A dicembre 2014, ottiene la medaglia d'argento nella classifica dei parlamentari di Ginevra pubblicata dalla Tribune de Genève. così come il titolo di "rivelazione tra i deputati di Ginevra" nella classifica del 2015 dei parlamentari più influenti pubblicata dalla rivista Hebdo.

### Principali riforme
- Aumento del numero degli effettivi della polizia municipale, passato da 110 nel 2012 a 156 a maggio 2014
- Inaugurazione di una stazione di polizia municipale a Acacias a gennaio 2015
- Realizzazione di un partenariato pubblico-privato per la rivegetazione della città di Ginevra con la messa a dimora di 250 alberi
- Attuazione dei servizi di pulizia delle strade durante il fine settimana per migliorare la pulizia della città
- Apertura dello spazio pubblico di Ginevra ai "Food Trucks"

### Informazioni chiave
- Membro del Consiglio Nazionale da dicembre 2013
- Eletto dal Consiglio amministrativo della Città di Ginevra nel 2012
- Rieletto al Gran Consiglio nel 2009
- Eletto Deputato del Gran Consiglio (2005-2009)
- Eletto Consigliere municipale della Città di Ginevra (2003-2006)